# Som natt och dag
Som natt och dag är en svensk dramafilm från 1969 i  regi och manus av Jonas Cornell.

## Handling
Susanne jobbar som programuppläsare på TV och håller ihop med underläkaren Rikard. En dag träffar Susanne Rikards chef Erland som är allt det Rikard inte är: trygg, har social auktoritet, intellektuell prestige och möjlighet att röra sig fritt i världen. 
Susanne gifter sig med Erland, men upplever rätt snart en ensamhet i att vara husfru i villan i Drottningholm. Hon känner sig inte riktigt hemma och dessutom får hon inte så bra kontakt med Erlands son Daniel. 
Susanne återupptar kontakten med Rikard och en helg när Erland åker iväg på en kongress bjuder hon in Rikard och sin syster till deras hus. En triangel uppstår av erotiska och ekonomiska möjligheter ...

## Om filmen
Som natt och dag har visats i SVT, bland annat i november 2019.

## Rollista (i urval)
- Agneta Ekmanner – Susanne
- Gösta Ekman – Rikard
- Keve Hjelm – Erland Roos
- Claire Wikholm – Claire, Susannes syster
- Hans Lannerstedt – Daniel, Erlands son
- Barbro Hiort af Ornäs – Madeleine, Erlands förra hustru
- Ernst Günther – Sture
- Carl-Johan De Geer – Klas
- Håkan Serner – Gustav
- Birgitta Valberg – Cecilia